# Botev
O monte Botev (em búlgaro: Връх Ботев; romaniz.: Vrah Botev) é uma montanha da Bulgária, com 2.376 metros de altitude. Fica na zona central da Bulgária e é parte do Parque Nacional dos Bálcãs Centrais. Recebeu seu nome atual em honra do poeta Hristo Botev.
Uma estação meteorológica e uma antena de rádio que cobre aproximadamente 65% do país estão localizadas no monte Botev. A temperatura média é de -8,9 °C em janeiro e 7,9 °C em julho.